# Campionato rumeno di calcio 1921-1922
Il Campionato Nazionale 1921-1922 è stata la decima edizione del campionato rumeno di calcio, la prima disputata su una nuova struttura interregionale in seguito all'annessione della Transilvania e della Bessarabia. La fase finale è stata disputata tra l'agosto e il settembre 1922 e si concluse con la vittoria finale del Chinezul Timișoara, al suo primo titolo.

## Formato
A causa dei nuovi territori acquisiti in seguito al trattato del Trianon e al notevole incremento del numero di club, venne varata la prima riforma del campionato dalla sua istituzione. Le squadre vennero suddivise in sette campionati regionali e i vincitori ammessi alle finali nazionali ad eliminazione diretta con partita unica. L'AMEF Arad venne direttamente ammesso alle semifinali per sorteggio casuale.

## Squadre
| Regione      | Squadra                   |
| Arad         | AMEF Arad                 |
| Bucarest     | Tricolor București        |
| Brașov-Sibiu | Societatea Sportivă Sibiu |
| Cernăuți     | Polonia Cernăuți          |
| Cluj         | Victoria Cluj             |
| Oradea       | Stăruința Oradea          |
| Timișoara    | Chinezul Timișoara        |

## Fase finale

### Quarti di finale
Gli incontri vennero disputati tra il 27 agosto e il 6 settembre 1922. L'AMEF Arad fu ammesso direttamente in semifinale. Stăruința - Victoria, terminò 2-2 e venne rigiocata.
| Squadra 1          | Risultato | Squadra 2                 |
| ------------------ | --------- | ------------------------- |
| Chinezul Timișoara | 3 - 0     | Societatea Sportivă Sibiu |
| Polonia Cernăuți   | 0 - 1     | Tricolor București        |
| Stăruința Oradea   | 0 - 2     | Victoria Cluj             |

### Semifinali
Gli incontri vennero disputati il 10 settembre 1922.
| Squadra 1          | Risultato | Squadra 2          |
| ------------------ | --------- | ------------------ |
| Chinezul Timișoara | 2 - 1     | AMEF Arad          |
| Victoria Cluj      | 3 - 0     | Tricolor București |

### Finale
La finale fu disputata il 17 settembre 1922. Dopo aver chiuso il primo tempo in vantaggio 2-1, il Chinezul dilagò nella ripresa vincendo 5-1 e conquistando il primo dei sei campionati consecutivi vinti.
| Squadra 1          | Risultato | Squadra 2     |
| ------------------ | --------- | ------------- |
| Chinezul Timișoara | 5 - 1     | Victoria Cluj |

## Verdetti
- Chinezul Timișoara Campione di Romania 1921-22.